# Солиев, Фозил
Фозил Солиев – композитор, Народный артист Таджикской ССР (1974).

## Биография
Фозил Солиев родился в 1914 году в селе Чиноз Ташкентской области. Его биография отражает все этапы становления таджикской композиторской школы. Его творческая деятельность началась в годы культурного расцвета и определило дальнейшее развитие музыкальной культуры в регионе. Он принял самое активное участие в этом развитии. В 1931 году после окончания Ленинабадского музыкального училища он работал музыкантом в первом профессиональном оркестре республики который располагался в музыкально-драматическом театре позже переименованный в Государственный Академический Театр имени А. Лохути. Спустя несколько лет молодой артист чувствуя свою ответственность за судьбу отечественной культуры становится дирижером оркестра. В 1938 году он стал одним из учредителей, а позднее был назначен дирижером оркестра национальных инструментов таджикской государственной филармонии. Оба оркестра под его руководством вели широкую концертную деятельность популяризировали лучшие образцы национальной и национально-классической музыки. Фозил Солиев смело внедрял культуру исполнения на профессиональном уровне. Через два года Фозил Солиев вместе с другими артистами принял участие в создании Союза композиторов Таджикской ССР (1939) – творческой организации сыгравшей важную роль в развитии современной музыкальной культуры республики.

## Творчество
Фозил Солиев известен рядом своих произведений. Они демонстрируют всё воодушевление и рвение молодого композитора к искусству. Это такие композиции как «Мепарварам», «Мехнат ва мухаббат», «Бихандад лола» и др. Композиции Солиева стали известны благодаря его незаурядному музыкальному дару, близости к национальным истокам и влиянию на развитие культуры в целом. В годы Великой Отечественной войны Фозил Солиев написал ряд композиций в том числе «Қалъаи оҳанин» посвященную городу-герою Сталинграду. Многие его произведения звучали на фронтах Великой Отечественной войны, а сам Фозил Солиев входил в состав Концертных бригад Таджикского фронта. Он был одним из первых таджикских композиторов создавший симфоническое произведение. В годы войны он написал торжественный марш для симфонического оркестра, посвященный Сталинградской битве. Его исполнял Государственный симфонический оркестр Украинской ССР, который в то время располагался в Душанбе.
Фозил Солиев очень требовательно относился к своему ремеслу и в 1946 году поступил на национальное отделение Московской государственной консерватории чтобы улучшить свои знания в области композиции. Знакомство с известными советскими артистами открыло для композитора новые творческие горизонты. Он принял участие в создании нескольких масштабных симфонических произведений прочно вошедших в концертный репертуар. Главная из них – первая «Таджикская расподия» созданное в 1946 году и до сих пор с успехом исполняемое в концертных залах. Рапсодию отличают логика формы, красноречие языка, выдающаяся контрастность пейзажей, прекрасная оркестровка. На основе этого произведения автор создал таджикские танцевальные мелодии, благодаря которым оно приобрело поистине народный характер и было понятно даже самой неискушенной публике.
В последующие годы Фозил Солиев много времени уделял созданию симфонических произведений. Он написал «Симфонические рассказы», «Симфонические рассказы №2 и №3» и ряд других произведений. Их отличает богатый музыкальный вкус и ярко выраженные национальные черты. Ряд его произведений написан в соавторстве с Яхиэлем Сабзановым, Михаилом Цветаевым и Юрием Тер-Осиповым. Интерес к театру, которому композитор посвятил свою молодость во многом определил его музыкальные предпочтения в уже зрелом творческом возрасте. Ф. Солиев написал музыку ко многим спектаклям Государственного академического драматического театра имени Абулкосима Лохути. Его музыка стала очень популярной в спектаклях «Тӯй», «Ҳаёт ва ишқ», «Орзу» и т.д. В качестве композитора он «наравне» с режиссерами, художниками и артистами принимал участие в создании шоу. Фозил Солиев пользовался большим уважением. Индивидуальность его таланта, которая так важна в создании театральной музыки, заключалась в ясном мышлении, в способности образно представлять и мастерски воплощать свои идеи в жизнь. Театральная музыка Фозила Солиева, говоря современным языком, выходит за рамки театра и обретает самостоятельное значение. Многие сольные песни, напевы и другие отрывки из его театральной музыки на концертах звучат как его оригинальные произведения. Деятельность композитора в качестве руководителя знаменитого ансамбля «Рубобчизан», связанна с углубленным изучением национальной музыки, и во многом обогатила его творчество фольклорными истоками. Особое внимание и время он уделял изучению памирской музыки. Его многолетнее творческое сотрудничество с Музыкально-драматическим театром имени Рудаки в Хороге было плодотворным.
Общение с другими исполнителями, с меломанами постоянно обогащало творчество композитора новыми темами и давало ему свежее вдохновение. Музыка Солиева имеет глубокие национальные корни и отражает его интерес к национальным истокам. Фозил Солиев внёс непосильный вклад в музыкальную жизнь республики. Много лет он был членом Правления Союза композиторов Таджикистана и входил в состав художественных советов.
Коммунист с большим партийным стажем, он был очень принципиальным, когда дело доходило до творческих задач. Фозил Солиев награжден орденами и медалями СССР, Почетной грамотой Президиума Верховного Совета Таджикской ССР, что свидетельствует о широком признании его общественной и творческой деятельности.

## Произведения

### Симфонические произведения и композиции для оркестра национальных инструментов
- 1946 - Таджикская рапсодия №1.
- 1951 - Симфоническая сюита в 4-х частях.
- 1960 - «Танцуй и играй» для симфонического оркестра.
- 1966 - «Пионерская сюита» состоит из 7 частей в соавторстве с Ю. Тер-Осипов.
- 1968 - Симфоническая повесть.
- 1972 - Симфоническая рифма он2.
- 1974 - Рапсодия №3 для оркестра народных инструментов.
- 1974 - Рапсодия №4 для оркестра народных инструментов.

### Вокально-симфонические произведения
- 1958 - «Кантата». В соавторстве с Я. Сабзановым. Состоит из 5 частей, стихи Рудаки, Джоми.
- 1972 - «50 лет СССР». В соавторстве с М. Цветаев.
- 1974 - «Мы с крыши мира», вокально-хореографическая сюита.

### Музыка к театральным постановкам
- 1942 - «Майсара», пьеса Хамзы Хакимзода Ниязи.
- 1951 — «Девушка-неудачник», пьеса Дж. Почетный.
- 1954 — «Звезда», пьеса Дж. Почетный.
- 1955 - «Сердце Зайнаб», пьеса Ш. Кироми и А. Мороз.
- 1958 — «Свадьба», пьеса С. Богатый.
- 1958 — «Жизнь и любовь», пьеса Ф. Ансари.
- 1959 — «Бог», пьеса Р. Такур.
- 1959 — «Совесть», пьеса С. Гани и Э. Миттельман.
- 1960 — «Красное и чёрное», пьеса А. Зак и я. Кузнецов.
- 1960 — «Дядя и племянники», пьеса Р. Дед.
- 1961 — «Файн 30 жесть», пьеса Дж. Почетный.
- 1964 — «Хор в Гулистоне», пьеса Дж. Почетный.
- 1964 — «Хуррият», пьеса Г. Абдулла.
- 1966 — «Птица-поводырь», пьеса М. КИТ.
- 1966 — «Тошбек и Гулькурбон», пьеса М. Миршакар.
- 1967 - «Горящие сердца», пьеса Дж. Икроми 194 195
- 1969 — «Кровавый мираж», пьеса С. Азимова.
- 1969 — «Сон», пьеса М. Назаров.
- 1972 — «Братья Иоанны», пьеса А. Гнев и так далее.
- Песни, романсы, сочинение пьес и обработок народных мелодий.[1]

## Примечание
1. ↑  Композиторон ва мусиқишиносони Тоҷикистон. - Душанбе, 2011. - С. 191-194